# Röhrenberg
Der Röhrenberg (620 m) ist ein Berg in der Nähe von Penzberg.

## Topographie
Der Röhrenberg ist eine eiszeitlich geprägte Erhebung im bayerischen Voralpenland nördlich von Penzberg im Quellgebiet des Singerbachs. Über den wenig ausgeprägten vollständig bewaldeten Gipfelbereich führt ein Holzrückeweg.